# Neugersdorf
Neugersdorf était une ville de Saxe (Allemagne), située dans l'arrondissement de Görlitz, dans le district de Dresde. Le 11 janvier 2011 la ville a fusionné avec la ville d'Ebersbach pour former la nouvelle commune d'Ebersbach-Neugersdorf.